# Antoine Fouquelin
Antoine Fouquelin (auch: Foclin, latinisiert: Antonius Foquelinus) (* 16. Jahrhundert  in Chauny; † 16. Jahrhundert) war ein französischer Humanist und Romanist.

## Leben und Werk
Fouquelin war Philosophieprofessor an der Sorbonne und Professor der Rechtswissenschaft in Orléans. Er ist vor allem bekannt für seine frühe Darstellung der Stilfiguren in französischer Sprache.

## Werke (Auswahl)
- La rhétorique françoise. Wechel, Paris 1555, 1557. (gewidmet Maria Stuart)
  - In: Traités de poétique et de rhétorique de la Renaissance. Sébillet, Aneau, Peletier, Fouquelin, Ronsard. Livre de poche, Paris 2001.